# Lights Out (álbum de Antimatter)
Lights Out es el segundo álbum de la banda británica Antimatter. Su lanzamiento oficial tuvo lugar durante el año 2003.

## Participantes
- Instrumentalización: Mick Moss & Duncan Patterson.
- Voces: Mick Moss (1,2,3,5,6), Hayley Windsor (1,2,3), Michelle Richfield (4,5,7), Duncan Patterson (1)
- Percusión adicional: Jamie Cavanagh
- Producción: Mick Moss, Duncan Patterson, Stefano Soffia
- Edición: Stefano Soffia, assisted by Jamie Cavanagh
- Masterización: Fergal Davis
- Artwork: Adrian Owens
- Portada: Duncan Patterson